# W pogardzie prawa
W pogardzie prawa – powieść kryminalna Anny Kłodzińskiej wydana w roku 1983 przez Wydawnictwo Ministerstwa Obrony Narodowej w serii „Labirynt”. Powieść wydano w nakładzie 150 000 egzemplarzy.

## Treść powieści
Akcja powieści toczy się w Warszawie w środowisku spekulantów i kręgach przemysłowych. Major Szczęsny, postać łącząca większość powieści Anny Kłodzińskiej, musi rozwiązać zagadkę przygotowywanego przemytu za granicę.
Powieść jest przykładem literatury milicyjnej, popularnej w PRL. Akcja powieści toczy się w Polsce w okresie karnawału Solidarności i zawiera autorską, zaangażowaną politycznie ocenę tych czasów. W jednej z najważniejszych scen tłum linczuje milicjanta i emeryta, byłego partyzanta, który przyszedł mu z pomocą. Powieść kończy się wprowadzeniem stanu wojennego, który opisany jest jako happy end. Negatywnymi bohaterami są przestępcy o nazwiskach Pasowski i Urarz, co jest bezpośrednim nawiązaniem do Romualda Spasowskiego i Zdzisława Rurarza – polskich ambasadorów w USA i Japonii, którzy wystąpili o azyl polityczny po ogłoszeniu stanu wojennego. Obaj zostali później osądzeni na karę śmierci i uznani za zdrajców.
Autorka często zamieszcza własne niepochlebne komentarze posierpniowej rzeczywistości, np. Od sierpnia ubiegłego roku gwałtownie wzrosła przestępczość – napady rabunkowe, gwałty, włamania, wybryki chuligańskie. Prezentuje również negatywne strony kryzysu, takie jak braki w zaopatrzeniu: Prokurator o swojej żonie „pomyślał o Małgosi, że stoi teraz w bardzo długiej kolejce po bagietki, potem będzie szukać proszku do prania i pewnie nie znajdzie; jeżeli starczy jej czasu, pojedzie na Pragę, bo tam w którymś ze sklepów podobno wczoraj były żyletki, obiegnie sześć, siedem innych i nie dostanie żarówek.